# Philodina rapida
Philodina rapida är en hjuldjursart som beskrevs av Colin Milne 1916. Philodina rapida ingår i släktet Philodina och familjen Philodinidae. Inga underarter finns listade i Catalogue of Life.